# Kintarō Inoue
Kintarō Inoue (井上 金太郎, Inoue Kintarō), né le 15 octobre 1901 et mort le 29 janvier 1954, est un réalisateur, scénariste et acteur japonais.

## Biographie
Kintarō Inoue est né le 15 octobre 1901 dans l'ancienne municipalité de Fukagawa-ku (ja), aujourd'hui située dans le quartier de Fukagawa de l’arrondissement de Kōtō-ku à Tokyo. Il commence sa carrière en tant qu'acteur sous le nom de scène de Jōtarō Kurii (栗井 饒太郎, Kurii Jōtarō). En tant que scénariste, son nom de plume est Sanjirō Akishino (栗井 饒太郎, Akishino Sanjirō).
Il a réalisé cent films et a écrit plus de soixante-dix scénarios entre 1923 et 1951.

## Filmographie
Sauf indication contraire, la filmographie de Kintarō Inoue est établie à partir de la base de données JMDb.

### Comme acteur
- 1920 : Amachua kurabu (アマチュア倶楽部?) de Thomas Kurihara (en)
- 1921 : Jasei no in (蛇性の婬?) de Thomas Kurihara (en)
- 1921 : Tabakoya no musume (煙草屋の娘?) de Thomas Kurihara (en)
- 1922 : Étincelle (火華, Hibana?) de Teinosuke Kinugasa

### Comme réalisateur

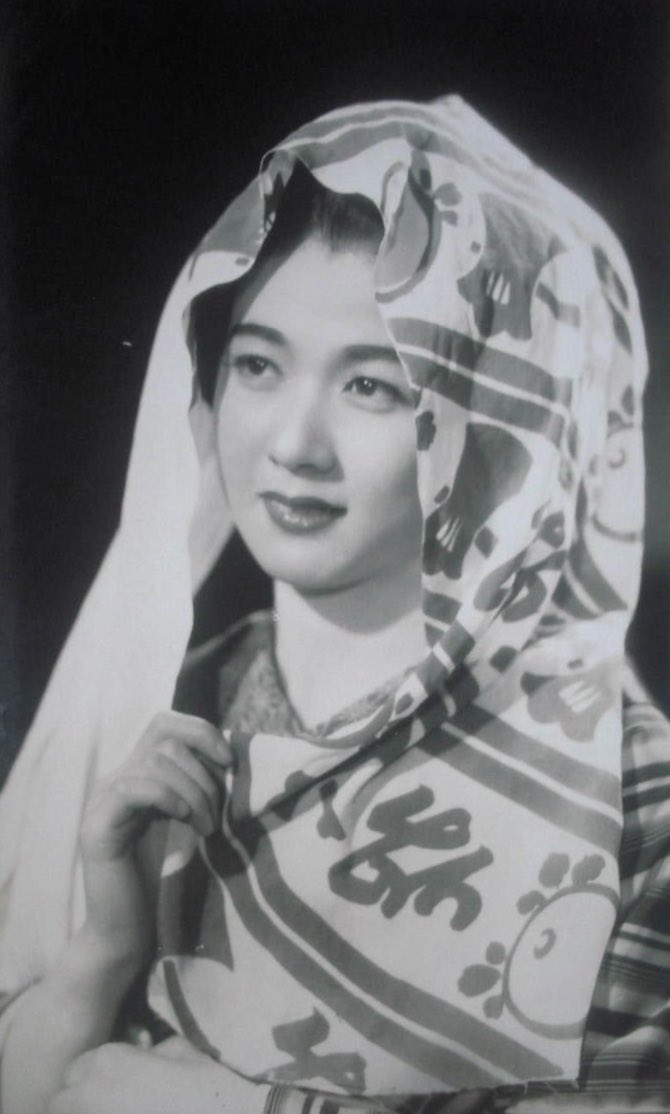
Michiko Kuwano dans Mito Kōmon (1940).

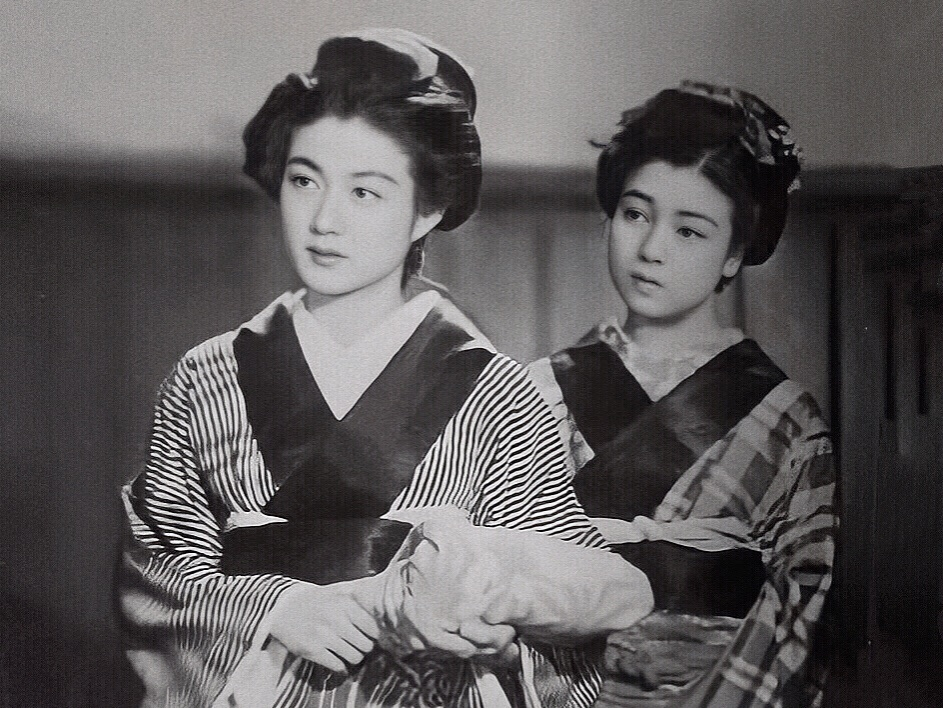
Michiko Kuwano et Machiko Kyō dans Tengudaoshi (1944).

La mention « +scénariste » indique que Kintarō Inoue est aussi auteur du scénario.

#### Années 1920
- 1923 : Rippa na chichi (立派な父?)
- 1923 : Meikyū no kagi (迷宮の鍵?)
- 1924 : Kanashiki shokō (悲しき曙光?)
- 1924 : Gekkyū hi no yoru no dekigoto (月給日の夜の出来事?)
- 1924 : Onna ni amai otoko no mure (女に甘い男の群?)
- 1924 : Kyōkan o idete (郷関を出でて?) +scénariste
- 1924 : Mumyō no ai (無明の愛?)
- 1924 : Jigoku no mushi (地獄の虫?)
- 1924 : Fūshi shōhin-shū (風刺小品集?) (film en trois parties)
- 1924 : Sore mitaka (それ見たか?) +scénariste
- 1924 : Kao (顔?) +scénariste
- 1924 : Heiyu no nageki (平癒の嘆き?) +scénariste
- 1925 : Aru hi no adauchi (或る日の仇討?)
- 1925 : Ijin musume to bushi (異人娘と武士?) +scénariste
- 1925 : Ito no kireta fūsendama (糸の切れた風船玉?)
- 1925 : Machi ni burasagatta hechima (街にぶらさがった糸瓜?)
- 1926 : Kenka nikki (喧嘩日記?) +scénariste
- 1926 : Sotsugyō to seishun (卒業と青春?) +scénariste
- 1926 : Tenraku (転落?) +scénariste
- 1926 : Gedatsu (解脱?) +scénariste
- 1926 : Kaibōtō (解剖刀?)
- 1927 : Oryanko Hanji (おりゃんこ半次?) +scénariste
- 1927 : Taii no musume (大尉の娘?) +scénariste
- 1927 : Namida (涙?) +scénariste
- 1927 : Shinjū kirarazaka (心中雲母阪?) +scénariste
- 1927 : Kagemusha (影武者?) +scénariste
- 1927 : Dōchū hiki (道中悲記?) +scénariste
- 1927 : Iroha gana Yotsuya kaidan: Zenpen (いろは仮名四谷怪談 前篇?) +scénariste
- 1927 : Iroha gana Yotsuya kaidan: Kōhen (いろは仮名四谷怪談 後篇?) +scénariste
- 1927 : Asayake koyake (朝焼け小自棄?) +scénariste
- 1928 : Hanshi kawara kojiki (藩士河原乞食?) +scénariste
- 1928 : Yuki no yawa (雪の夜話?) +scénariste
- 1928 : Chūkon giretsu: Jitsuroku chūshingura (忠魂義烈 実録忠臣蔵?)
- 1928 : Shudoku no kenpō (酒毒の剣法?) +scénariste
- 1928 : Sozoku dōchūroku (鼠族道中録?)
- 1928 : Kubikiri dōshin (首切り同心?) +scénariste
- 1929 : Yajikita: Tōkaidō no maki (弥次喜多 東海道の巻?)
- 1929 : Ashigaru rōshi (足軽浪士?)
- 1929 : Kenshi Okita Sōji (剣士沖田総司?) +scénariste
- 1929 : Kajin (火陣?) +scénariste
- 1929 : Miyamoto Musashi (宮本武蔵?)
- 1929 : Kuruheru meikun (狂へる名君?) +scénariste
- 1929 : Kaigara Ippei: Zenpen (貝殻一平 前篇?)

#### Années 1930
- 1930 : Naozamurai (直侍?)
- 1930 : Shintei: Namida (新訂 涙?) +scénariste
- 1930 : Adauchi yabure hakama (仇討破れ袴?) +scénariste
- 1930 : Kendō misemono-shi (剣道見世物師?) +scénariste
- 1930 : Katawa hina (かたわ雛?) +scénariste
- 1930 : Yuki no yawa (雪の夜話?) +scénariste
- 1931 : Nangoku Taiheiki: Zenpen (南国太平記 前篇?) +scénariste
- 1931 : Nangoku Taiheiki: Kōhen gijin ketsuga no maki (南国太平記 後篇 義刃血河の巻?) +scénariste
- 1931 : Batō no zeni: Keshō bosatsu no maki (馬頭の銭 化粧菩薩の巻?)
- 1931 : Bōya-dono (坊や殿?) +scénariste
- 1931 : Batō no zeni: Ōgon hen ranbu no maki (馬頭の銭 黄金篇乱舞の巻?)
- 1931 : Chūya gyōjōki (忠弥行状記?)
- 1932 : Yonaoshi dai myōjin (世直し大明神?) +scénariste
- 1932 : Ao zukin (青頭巾?) +scénariste
- 1932 : Tabi no fūraibō (旅の風来坊?)
- 1932 : L'Avancée de l'armée (陸軍大行進, Rikugun daikōshin?) co-réalisé avec Hiroshi Shimizu, Yasushi Sasaki, Kazuo Ishikawa, Minoru Matsui et Tetsuji Watanabe
- 1932 : Edo gonomi: Ryōgoku sōshi (江戸ごのみ 両国双紙?)
- 1932 : Dotō no kishi (怒濤の騎士?)
- 1932 : Koi no mamagoto (恋のまゝごと?)
- 1933 : Edo kari haru uta (江戸借春譜?)
- 1933 : Nanban nadeshiko (南蛮なでしこ?)
- 1933 : Hanauta jingi (鼻歌仁義?)
- 1933 : Konomura Daikichi (此村大吉?)
- 1933 : Ōmura Tetsutarō (大村鉄太郎?)
- 1933 : Jōshū miyage hyaku man ryō (上州土産百万両?)
- 1933 : Yajikita (弥次喜多?)
- 1934 : Meireki mei kenshi (明暦名剣士?)
- 1934 : Meoto daigaku (めおと大学?)
- 1934 : Shinjūka tori mushi (心中火取虫?), coréalisé avec Katsuhiko Kondō
- 1934 : Kawaraban kachikachi yama (瓦版かちかち山?)[4]
- 1934 : Tono-sama to onmitsu (殿様と隠密?)
- 1934 : Kyōkaku Soga (侠客曾我?)
- 1935 : Rakuda no umasan (らくだの馬さん?)
- 1935 : Kunisada Chūji (国定忠治?) +scénariste
- 1935 : Ketaguri ondo: Zenpen (蹴手繰り音頭 前篇?)
- 1935 : Ketaguri ondo: Kōhen (蹴手繰り音頭 後篇?)
- 1936 : Yarazu no ame (やらずの雨?) +scénariste
- 1936 : Bun shichi mottoi (文七元結?)
- 1936 : Odoru meikun (踊る名君?) +scénariste
- 1936 : Shizuka na izayoi (静かな十六夜?) +scénariste
- 1937 : Jitsuroku Ogasawara sōdō (実録小笠原騒動?) +scénariste
- 1937 : Suzugamori (鈴ヶ森?)
- 1939 : Tsukiyo karasu (月夜鴉?) +scénariste
- 1939 : Wakadanna kokoni ari (若旦那ここにあり?)
- 1939 : Umi o iku samurai (海を行く武士?) +scénariste

#### Années 1940
- 1940 : Mito Kōmon (水戸黄門?) +scénariste
- 1940 : Endan goyomi (縁談暦?) +scénariste
- 1940 : Shin tsukiyo karasu (新月夜鴉?) +scénariste
- 1941 : Tōkyō kara kita samurai (東京から来た武士?) +scénariste
- 1941 : Sabaku Mito Kōmon (裁く水戸黄門?) +scénariste
- 1942 : Sumida-gawa (すみだ川?) +scénariste
- 1944 : Tengudaoshi (天狗倒し?) +scénariste
- 1948 : Karisome no koi (かりそめの恋?)
- 1948 : Ogin Seijirō: Iro zange (お銀清次郎 色ざんげ?) +scénariste
- 1949 : Yaji Kita neko bake dōchū (弥次喜多猫化け道中?) +scénariste

### Comme scénariste
- 1946 : Tebukuro o nugasu otoko (手袋を脱がす男?) de Kazuo Mori
- 1947 : Tōbōsha (逃亡者?) de Kumahiko Nishina (ja)
- 1950 : Sarutobi Sasuke: Senjōgatake no himatsuri (猿飛佐助 千丈ヶ嶽の火祭?) de Nobuo Adachi
- 1950 : Enoken no gōketsu ichi dai otoko (エノケンの豪傑一代男?) de Ryōhei Arai
- 1951 : Gion monogatari: Haru urami (祇園物語 春怨?) d'Isamu Kosugi
- 1951 : Hatamoto taikutsu otoko: Tōjingai no oni (旗本退屈男 唐人街の鬼?) de Nobuo Nakagawa
- 1955 : Le Mont Fuji et la Lance ensanglantée (血槍富士, Chiyari Fuji?) de Tomu Uchida (remake de Dōchū hiki sorti en 1927)